# Río Bei
El río Bei (en chino, 北江; pinyin, Bei Jiang; literalmente, ‘río del Norte’) es la fuente norte del río de las Perlas, uno de los principales ríos de la República Popular de China que discurre por la parte sur del país. (Las otras fuentes son el río Xi y el río Dong.) El río Bei se forma por la unión de dos ríos más pequeños, el Wu y el Zhen. El río discurre en dirección general sur y se une al río Xi dando lugar al nacimiento del río de las Perlas. Incluidas sus fuentes, el río Bei tiene una longitud de 468 km.
El río Bei discurre por el norte de la provincia de Cantón.
Sus afluentes por la derecha son Wujiang, Lianjiang, Suijiang y por la izquierda Wengjiang.
- Datos: Q814633
- Multimedia: Bei River / Q814633